# Thermus aquaticus
A Thermus aquaticus egy Gram-negatív, pálcikaformájú extremofil baktérium, amely hőforrásokban, gejzírekben él. Hőrezisztens DNS-polimeráz enzimét, a Taq-polimerázt a molekuláris biológiában alapvető fontosságú polimeráz-láncreakcióban alkalmazzák.

## Felfedezése
A hőforrásokban előforduló életformák felderítése az 1960-as években kezdődött, ekkor még úgy gondolták, hogy egyetlen élő szervezet sem viseli el az 55 °C fölötti hőmérsékletet. Hamarosan felfedezték, hogy sok mikroorganizmus nemhogy túléli, de egyenesen megköveteli az ennél magasabb hőfokot. 1969-ben az Indianai Egyetem kutatói, Thomas D. Brock és Hudson Freeze egy új termofil baktériumot írtak le a Yellowstone Nemzeti Park gejzírjeiből, amelyet Thermus aquaticusnak neveztek el. Azóta a világ sok más pontján is megtalálták hasonló élőhelyeken, hőforrásokban, gejzírekben, sőt melegvíztartályokban is.

## Tulajdonságai
A T. aquaticus elviseli az 50-80 °C-os hőmérsékletű közeget, de leginkább 70 °C-on szaporodik. A baktérium kemotróf, vagyis energiaszükségletét szervetlen vegyületekből fedezi. A hasonló mikroorganizmusoktól eltérően nem teljesen autotróf, mert képes hasznosítani a közös élőhelyen előforduló cianobaktériumok fotoszintézissel termelt szerves anyagait is.

## Fontos enzimjei
A Thermus aquaticus a belőle izolált hőálló enzimekről, elsősorban a Taq DNS-polimerázról lett nevezetes.
Aldoláz
Az első kísérletek arra irányultak, hogy hogyan képesek a sejt fehérjéi elviselni azt a magas hőmérsékletet, melyen a legtöbb protein már denaturálódik. Az extremofil baktérium felfedezői már 1970-ben publikáltak egy cikket annak hőálló aldoláz enzimjéről (az aldoláz a sejt energiaháztartásában alapvető glikolízisben vesz részt).
RNS-polimeráz
Az első polimeráz amit a T. aquaticusból izoláltak, annak transzkripcióját végző DNS-függő RNS-polimeráza volt (1974-ben).
Taq I restrikciós endonukleáz
A restrikciós enzimeket rutinszerűen alkalmazzák a biotechnológiában és a génsebészetben, a legtöbb szakember akkor figyelt fel a fajra az 1970-es évek végén, 80-as évek elején, amikor a belőle nyert endonukleázok forgalomba kerültek.
DNS-polimeráz
A baktérium DNS-függő DNS-polimerázát 1976-ban izolálták. Mikor Kary Mullis a 80-as években kidolgozta a polimeráz-láncreakció (angol rövidítéssel PCR) elvét, mellyel minden felhevítési ciklussal megduplázta a reakcióban részt vevő DNS-szálakat, eleinte hagyományos polimerázt használt, amely azonban minden felmelegítési ciklusban tönkrement és utánpótolni kellett. Ekkor figyelt fel a Taq-polimerázra, amely kibírta a kettős szál szétválasztásához használt 95 °C-t is és jelentősen csökkentette a módszer költségeit és egyszerűbbé tette végrehajtását. Az enzimet hamarosan klónozták (más, ipari tenyésztésre alkalmas baktériumba vitték át) és a PCR gyors terjedésével az egyik legnagyobb tételben eladott molekuláris biológiai enzim lett belőle. A Science magazin 1989-ben vezette be "Az év molekulája" címet, amit először a Taq-polimeráz kapott meg. Kary Mullis 1993-ban kémiai Nobel-díjat kapott a PCR módszer kidolgozásáért.
Mullis a Cetus Corporationnak dolgozott és a PCR jogdíjai is a cégé lettek, mellyel az jelentős jövedelemre tett szert. A Cetus az általa használt Thermus aquaticus törzset az American Type Culture Collection-től, egy nonprofit törzsgyűjteménytől szerezte, a szerzett profitot viszont nem osztotta meg a szervezettel. Azóta a törzsgyűjteményből kivett minden minta esetén alá kell írni egy nyilatkozatot a kereskedelmi hasznosítás során keletkező jövedelmek megosztásáról.

## Fordítás
- Ez a szócikk részben vagy egészben  a   Thermus aquaticus című angol Wikipédia-szócikk ezen változatának fordításán alapul.  Az eredeti cikk szerkesztőit annak laptörténete sorolja fel. Ez a jelzés csupán a megfogalmazás eredetét és a szerzői jogokat jelzi, nem szolgál a cikkben szereplő információk forrásmegjelöléseként.